# کوه بشتاو
کوه بشتاو (به لاتین: Mount Beshtau) یک منطقهٔ مسکونی در روسیه است که در سرزمین استاوروپول واقع شده‌است. کوه بشتاو ۱٬۴۰۲ متر بالاتر از سطح دریا واقع شده‌است.